# The Following
The Following és una sèrie de televisió d'intriga estatunidenca que es va començar a emetre a la cadena Fox durant la temporada televisiva 2012-2013. El creador i productor executiu de la sèrie és Kevin Williamson, juntament amb Marcos Siega, i està sent produïda per Outerbanks Entertainment i Warner Bros. Television, i compta com a estrella principal del repartiment amb Kevin Bacon.
La sèrie es va estrenar el dilluns 21 de gener de 2013 a la Fox.

## Trama
La sèrie segueix a un ex-agent del FBI que es troba al centre d'una xarxa d'assassins en sèrie, quan un assassí en sèrie diabòlic usa el seu carisma i Internet per a crear la xarxa. A la revisa Entertainment Weekly, Melissa Maerz va escriure un article, «Purefoy interpreta Joe Carroll, un ex professor d'universitat que ensenyava les paraules de Poe i que va assassinar dones joves en l'honor de l'heroi gòtic, fins que va ser atrapat. Des de llavors, ha passat hores en un ordinador a la biblioteca de la presó, construint una xarxa social d'assassins que esperen les seves ordres. Quan la sèrie comença, s'escapa de la pena de mort amb l'ajuda d'aquests seguidors, i el FBI crida a l'ex-agent Ryan Hardy (Bacon), que va atrapar a Joe en primer lloc, per a consultar sobre el cas.»

## Temporades
| Temporada | Temporada | Episodis | Data d'estrena      | Data d'estrena     | Data d'estrena en DVD  | Data d'estrena en DVD  | Data d'estrena en DVD |
| Temporada | Temporada | Episodis | Estrena televisió   | Final de temporada | Regió 1                | Regió 2                | Regió 4               |
| --------- | --------- | -------- | ------------------- | ------------------ | ---------------------- | ---------------------- | --------------------- |
|           | 1         | 15       | 21 de gener de 2013 | 29 d'abril de 2013 | 10 de desembre de 2013 | 2 de desembre de 2013  | TBA                   |
|           | 2         | 15       | 19 de gener de 2014 | 28 d'abril de 2014 | TBA                    | 29 de setembre de 2014 | TBA                   |
|           | 3         | 15       | 2 de març de 2015   | 18 maig de 2015    | TBA                    | TBA                    | TBA                   |

## Repartiment
- Ryan Hardy (tempoades 1-3), interpretat per Kevin Bacon.
És un antic agent de l'FBI especialitzat en perfils psicològics que va aconseguir capturar l'assassí en sèrie Joe Carroll el 2003. Creu que té una maledicció contra la seva família i contra ell que mata a totes les persones que li importen, després d’haver vist morir el seu pare durant un robatori en un petit supermercat per part de drogodependents i el seu germà un bomber que va morir durant els atacs de l’11 de setembre. . De vegades sembla mostrar un costat fosc i despietat com quan es venja del drogat que va matar el seu pare obligant-lo, sota l'amenaça de disparar-lo, a prendre massa drogues per fer-lo morir d'una sobredosi o com quan mata per venjar un dels seguidors de Joe responsables d'haver enterrat l'agent Debra Parker amb vida i causar la seva mort. Discapacitat després de ser apunyalat al cor per Carroll, viu gràcies a un marcapassos. Hardy torna a treballar com a consultor després de la fugida de Joe Carroll de la presó. Hardy també és l'autor d'un llibre sobre el cas de Joe Carroll titulat La poesia d'un assassí. Al començament de la sèrie apareix com un home retirat del món que l'envoltava, limitant-se a l’alcoholisme, turmentat per la seva culpabilitat, perquè no va poder identificar Carroll com l’assassí en sèrie després de la seva primera reunió i, per tant, Carroll hauria pogut matar a altres cinc persones. les víctimes abans de ser capturat, però, més endavant a la sèrie Hardy comença a obrir-se als seus col·legues i, més tard, a Claire Matthews, amb qui prèviament havia establert una relació. A la segona temporada, veiem a Ryan en desintoxicació per alcohol i professor universitari de criminologia, però encara investiga en secret la secta de Joe juntament amb la seva neboda Max. Es torna a involucrar en la investigació dels seguidors de Carroll i, per tant, descobreix que Joe és encara viu. Quan aconsegueix tornar a lliurar Joe a l’FBI i fer-lo traslladar al corredor de la mort a l'espera de la seva execució, té uns malsons constants sobre ell. Més tard es fa nuvi amb un metge anomenat Gwen. Després de presenciar l'alliberament del doctor Strauss per falta de proves a causa de la mort de Carrie Cooke, s'enfronta a altres estudiants seus, inclòs Theo Noble, que el mataran. Aquesta temporada Ryan canvia profundament, tornant-se més agressiu, psicòtic i autodestructiu, especialment després que Jo sigui executat. En l'enfrontament final amb Theo, aconsegueix salvar Gwen, però l’assassí en sèrie aconsegueix aixecar-se, tot i haver-lo disparat, i es salva de l’intent de suïcidi del mateix, per caure a l’aigua poc després. Diversos temps després, arriba a l’hospital on Mike està ingressat i descobreix que l’agent Campbell, el seu gran amic, està realment aliada amb l’organització d’Eliza, una dona sense escrúpols, que dirigeix una xarxa d’assassins en sèrie molt rics. Ryan veient-la el farà explicar tot el que en sap i, finalment, la matarà, però prefereix fer creure a tots que està mort perquè és conscient que les persones per les quals treballa Eliza són massa perilloses i poderoses i poden perjudicar les persones que estima., de manera que amb la seva falsa mort podrà protegir-los. Decideix destruir l'organització d'Eliza posant el final de tota la sèrie amb la seva sortida de l'hospital (passant per davant de Gwen, sense que ella ho sàpiga encara que senti alguna cosa).
- Joe Carroll (tempoades 1-3), interpretat per James Purefoy.
És professor de literatura anglesa a la Universitat de Winslow i un novel·lista incipient. Creient, com el seu heroi Edgar Allan Poe, en la "bogeria de l'art", comença la seva activitat com a despietat assassí en sèrie, matant i eviscerant 14 estudiants. Tot i estar tancat al centre penitenciari de Virginia, Carroll aconsegueix crear un culte al seu voltant, reclutant diversos seguidors disposats a matar-se, segrestar-se i sacrificar-se per la seva causa. Aparentment, mor en l'últim episodi de la primera temporada a causa d'una explosió desencadenada per Ryan i després reapareix en la segona temporada revelant que va sobreviure a l'explosió i que va escapar per amagar-se. Entrarà a la nova secta preparada per Lily, amb qui també passarà una nit de sexe i després l’abandonarà en el pitjor moment. Després s’unirà a la secta Korban, convertint-se en el seu profeta i líder absolut després d’eliminar l’anterior líder Micah i la seva dona Julia. Després d'una dura baralla amb Hardy, l'FBI torna a detenir-lo i el condueix al corredor de la mort. El dia de la seva execució aconsegueix prendre ostatges a la gent, obligant Ryan a visitar-lo a la presó, els dos comencen a parlar i Ryan li pregunta per què apareix contínuament en els seus somnis i Joe explica que és el seu motiu de vida i de feina., fins i tot defineix Ryan com a seguidor. A continuació, s'enfronta a diversos presos juntament amb la germana de Theo que evacua de les seves cel·les amb la intenció de matar Ryan, però ell i Joe els superen. Finalment, és sotmès a una execució per injecció letal, amb Ryan fent d’espectador. Després de la seva mort, apareixerà diverses vegades a la ment de Ryan, com per personificar el seu costat fosc.
- Claire Matthews (tempoades 1-2), interpretada per Natalie Zea.
És l'exdona de Joe Carroll, amb qui va tenir un fill, Joey Matthews, i ella, com el seu marit, és professora universitària. Després de la detenció del seu marit, va tenir una aventura amb Ryan Hardy. Al final de la primera temporada es creu que està morta només per descobrir a la segona que encara és viva. Ella i Ryan es trenquen definitivament al final de la segona temporada, ja que desitja el millor per a l'home, però també representa el seu passat.
- Debra Parker (tempoada 1), interpretada per Annie Parisse.
És especialista de l’FBI en el comportament dels cultes i cultes; es veu obligada, malgrat ella mateixa, a unir-se a Ryan Hardy en la investigació de Carroll i els seus seguidors. Els seus pares formen part d’una secta que gairebé els va obligar a torturar Debra, cosa que va marcar molt Debra i la va empènyer a seguir una carrera al FBI amb una especialització en set. Debra inventarà el nom del culte fundat per Joe Carroll, Carrollismo. Mor en un dels darrers episodis de la primera temporada després de ser enterrada viva pels seguidors de Joe, causant molta ira i dolor tant en Ryan com en Mike.
- Michael "Mike" Weston (tempoades 1-3), interpretat per Shawn Ashmore.
un jove agent de l'FBI, va escriure la seva tesi de postgrau sobre Joe Carroll i es va formar a través de l'obra de Ryan Hardy, a qui veu com un heroi. És considerat l'expert de l'equip en Joe Carroll i mostra un domini dels equips que utilitza per ajudar a controlar Carroll i els seus seguidors. Serà torturat pels altres seguidors de Roderick i Joe per descobrir la ubicació de l'amagatall de Claire, que va entrar al programa de protecció de l'FBI. A mesura que avança la sèrie, mostrarà un personatge cada vegada més cínic i desil·lusionat similar al de Ryan, ajudant a aquest a torturar un seguidor de Carroll per salvar Debra, cosa que mai no hauria fet al principi. Després de l'explosió al far en l'últim episodi de la primera temporada, és ell qui fa la prova d'ADN sobre les restes trobades de l'assassí en sèrie i el declara mort sense saber que aquestes restes provenen del cos d'un germà il·legítim i desconegut de Carroll i que van ser substituïts per membres de la secta dels assassins en sèrie durant un irromp al dipòsit de proves de l'FBI. A la segona temporada, se’l veu de vegades en els moments en què es fa irreconocible desencadenant violències sense precedents, com quan gairebé vence a Luke o mata a Lily Gray, culpable d’haver matat el seu pare. Al final de la segona temporada, se’l veu besant amb el nebot de Ryan, Max Hardy, tot i que està promesa amb Tom, també agent de l’FBI que troba en Mike un rival potencial enamorat, gairebé assassinat per ell. Però es salvarà. Més tard és segrestat per Theo, després que Hardy pren la seva germana com a ostatge. Serà apunyalat tres vegades a l'esquena per Mark Gray, però aconseguirà sobreviure.
- Emma Hill (temporades 1-2), interpretada per Valorie Curry.
 És una de les seguidores de Joe Carroll. Emma Hill va conèixer Carroll el 2003 i es va convertir en un dels seus primers seguidors. A través de Joe, Emma coneix a Jacob Wells de qui s’enamorarà. Anys més tard, sota la seva direcció, assumeix la identitat de Denise Harris i treballa de mainadera per a l'exdona de Carroll, cuidant el fill de Carroll, Joey Matthews. Més tard també es converteix en l'amant de Carroll, a qui declararà que estima tant com Jacob. Emma és una de les poques seguidores de Joe que va escapar de la captura. A la segona temporada, se li acostarà el nou culte de Lily Gray, en particular Mark, que vol utilitzar-la per apropar-se a Joe. Fugirà amb aquest últim traint la resta de la secta. Morirà al final de la temporada assassinat per Claire.
- Jacob Wells (temporada 1), interpretat per Nico Tortorella.
És l'amant d'Emma Hill i un altre dels seguidors de Carroll. Sota la identitat de Will Wilson, va viure durant anys al costat de Sarah Fuller (l'única dona que va sobreviure de Carroll), juntament amb Billy Thomas, com a parella gai, segons part del pla de Carroll. El matarà Emma, que no volia fugir amb ell abandonant Joe.
- Paul Torres (temporada 1), interpretat per Adan Canto.
És un altre seguidor de Carroll. Com Billy Thomas, va viure amb Will Wilson al costat de Sarah Fuller, interpretant una parella gai amorosa. Paul està gelós de la relació de Jacob i Emma. Ferit durant el segrest de Joey Matthews, demanarà a Jacob que el maten per no ser capturat.
- Joey Matthews (temporada 1), interpretada per Kyle Catlett.
És fill de Joe Carroll i Claire Matthews. Serà segrestat per Roderick per tenir un intercanvi de productes bàsics tant amb l'FBI com amb Joe.
- Luke (temporada 2) i Mark Gray (temporades 2-3), interpretat per Sam Underwood.
Són bessons, seguidors de Joe Carroll i assassins despietats. Luke sembla ser el més cínic i violent dels dos, mentre que Mark sembla ser el més sensible i bo fins i tot si pateix la fòbia del contacte amb altres persones. Mark també sembla estar molt atret per l’Emma. Luke és gairebé assassinat per Mike durant una baralla només per ser assassinat per Max durant un tiroteig. Més tard, s'alia amb Kyle i Daisy, estudiants del doctor Strauss i experimenta una escissió de personalitat. Mike Weston intentarà matar-lo en totes les trobades amb ell, sense èxit. Després d’aliar-se amb Theo, la seva germana i Daisy, és traït i s’escapa. Troba a Mike en un garatge amb Max Hardy i intenta matar-lo amb un ganivet, però Mike aconsegueix agafar l'arma i matar-lo abans que pugui fer mal a la seva xicota també.
- Max Hardy (temporades 2-3), interpretada per Jessica Stroup.
Nebot de Ryan Hardy, és un oficial de Nova York que treballa a la Divisió d'Intel·ligència. En secret ajuda a Ryan en la seva investigació personal sobre el que queda de la secta Carroll sense compartir moltes de les maneres de Ryan i instant-lo repetidament a compartir la seva informació amb l'FBI. Al final de la segona temporada es veu petonant amb Mike Weston, però l'arribada a la tercera del seu xicot Tom, també agent de l'FBI, qüestionarà les seves decisions amoroses.
- Lily Grey (temporada 2), interpretada per Connie Nielsen.
És una traficant d’art que va sobreviure a un rastre d’assassinat. Resulta ser membre i líder de la "nova" secta i figura mare de Joe per a Luke i Mark. Intentarà controlar a Joe amb qui tindrà una nit de sexe, però quan Luke és atrapat per Ryan i se li demana que faci comerç amb Joe, Lily drogarà Joe perquè vagi a l'intercanvi amb un altre ostatge. Quan Joe es desperti, li donarà l'esquena fugint amb Emma i deixant-la en problemes. Finalment, el pla per recuperar el seu fill falla i ella intenta escapar juntament amb el seu fill Mark, veient que Luke és capturat. Al cap d'unes hores, Lily s'adona que Joe l'ha traïda i, per tant, s'enfada, intentant venjar-se de les persones que l'han reduïda així (Ryan, Mike i Joe). Falla la venjança de Ryan, que va intentar matar a Max, però Mike va empitjorar, ja que pensaven que s'havia acabat, Ryan rep un vídeo que revela que Lily és la llar del pare de Mike, el matant. Mike, vençut amb ràbia, mata a Lily, venjant el seu pare.
- Arthur Strauss (temporades 2-3), interpretat per Gregg Henry.
Un metge i també el mentor de Joe Carroll a qui va ensenyar a treure quirúrgicament els ulls de les víctimes seran arrestats amb un nou estudiant mentre intenta fer el mateix amb Carrie Cooke sota els ulls de Ryan. És exonerat després de la mort del periodista a mans de dos dels seus altres estudiants. Es refugia amb Daisy en una cabana amb l'ajuda d'un amic seu que dirigeix un restaurant. El matarà el seu millor alumne Theo, que l'acusà d'egoista, ja que es va haver d'exposar per obtenir documents falsos de Strauss.
- Gwen Carter (temporada 3), interpretada per Zuleikha Robinson.
El metge de Ryan i el nou interès amorós, els dos s'instal·laran junts. Tot i que estima Ryan, és molt difícil que estigui a prop seu, atesa la incapacitat de Ryan per gestionar els dilemes emocionals que comporta la seva feina. Descobreix que espera un bebè d’ell, però decideix deixar-lo després que l'enganyi amb un altre, recaient en l’alcoholisme, adonant-se que Ryan mai no podrà posar la seva vida en ordre. L'assassí en sèrie Theo Noble la segrestarà, però Ryan aconsegueix salvar-la. En el final de la sèrie, es convertirà en la mare d’un nen, tot i que no tindrà a Ryan al seu costat, creient-lo mort.
- Terrence Jackson / Theo Noble (temporada 3), interpretat per Michael Ealy.
Assassí en sèrie i hacker despietat, és un home fred, calculador i reflexiu, quan Jo encara era professor a la Universitat de Winslow va assistir a una conferència, Jo va quedar molt impressionat per Theo. El doctor Strauss el considera el seu millor estudiant, quan fuig de les autoritats Theo li proporcionarà documents falsos, però impulsat per un atac d'ira Theo mata a Strauss, ja que va haver d'exposar-se a causa d'ell, de fet Theo ha estat invisible per molt de temps als ulls de les autoritats gràcies a la seva capacitat per tenir un perfil baix, però després del que va fer per ajudar Strauss va entrar a la vista de Ryan i el seu equip. A la superfície sembla un bon marit i un pare amorós, però també matarà la seva pròpia dona. Tenint en compte que, a causa de l'esperit zelós de Ryan, ara és buscat per les autoritats, ja que no pot viure una existència normal, decideix venjar-se de Ryan destruint la seva vida. Després de diversos assassinats més, l'odi cap a Ryan s'intensificarà quan mori la seva germana Penny. Theo llavors segrestarà la xicota de Ryan, però ell el dispararà. No obstant això, sobreviu i es llença amb l'agent de la presa, però Ryan aconsegueix salvar-se. Probablement està mort, tot i que no s’ha trobat el seu cos.

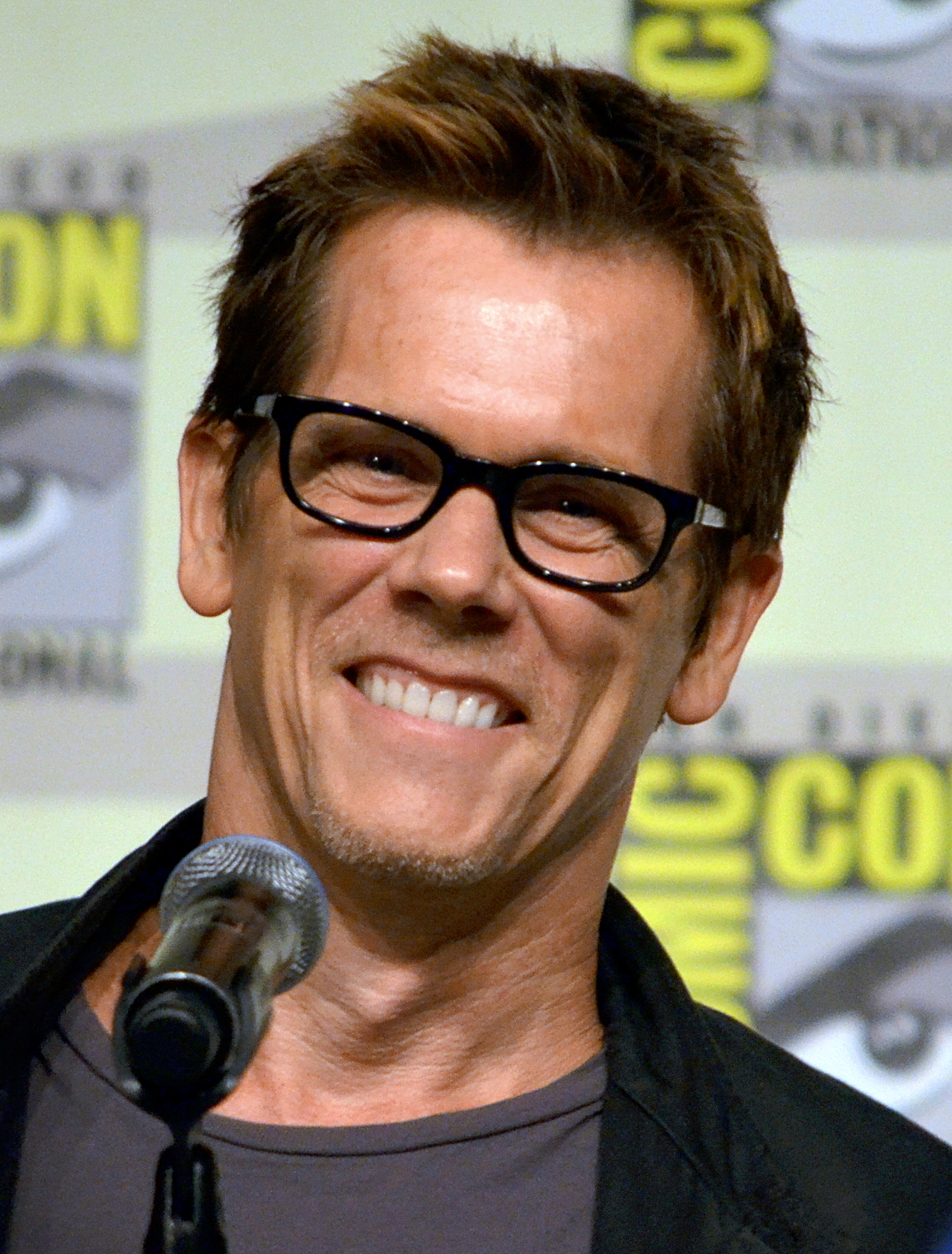
Kevin Bacon interpreta Ryan Hardy
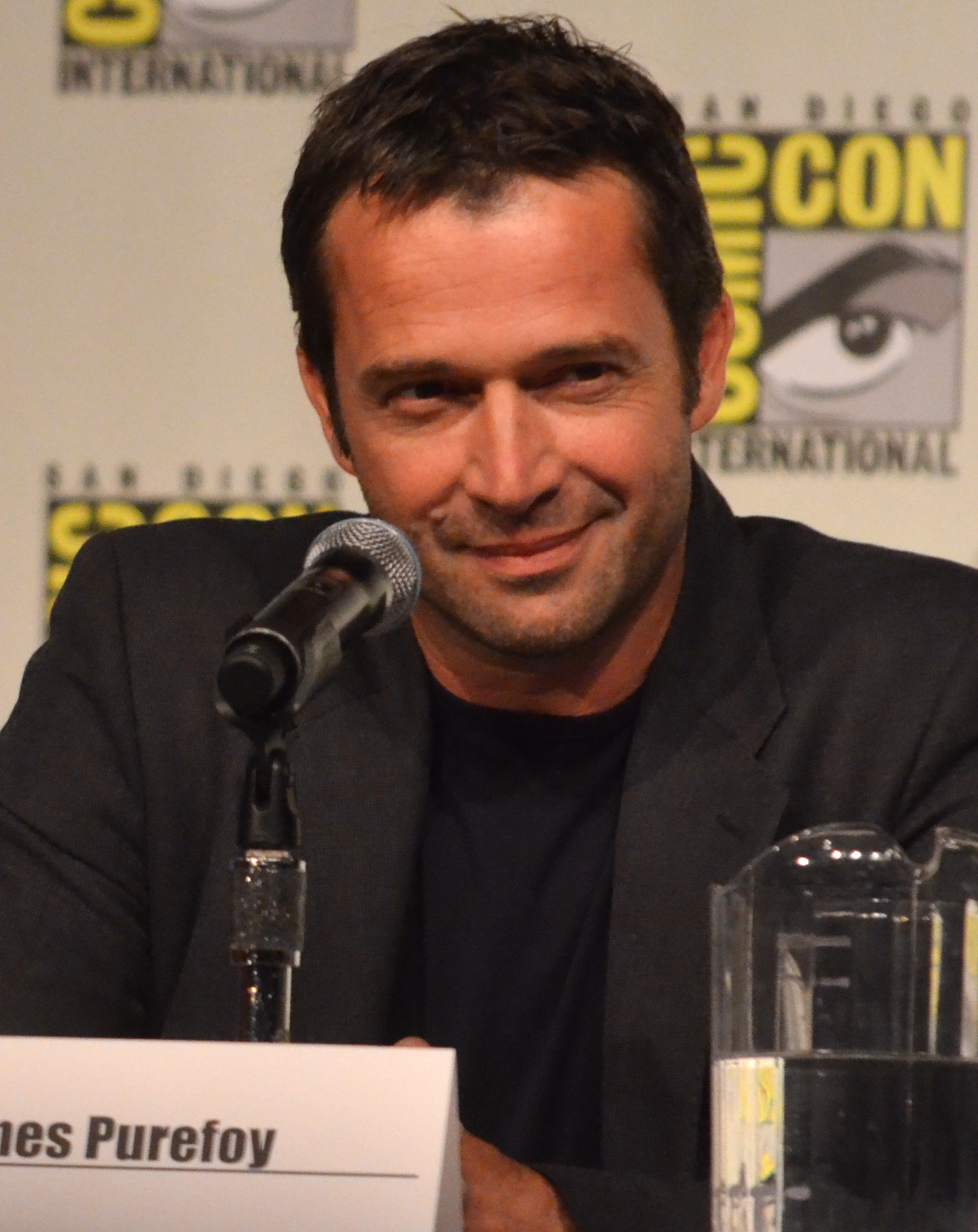
James Purefoy interpreta Joe Carroll
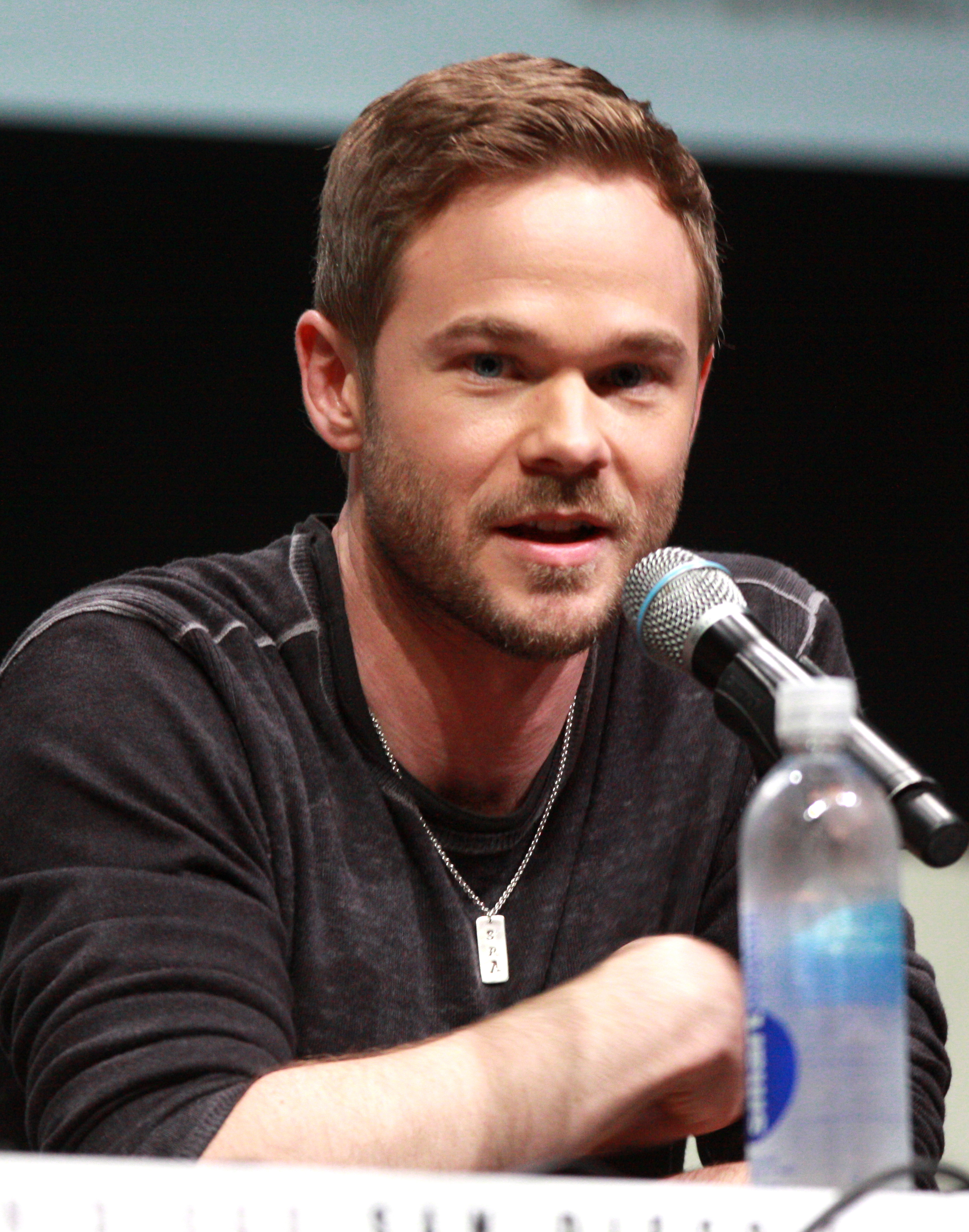
Shawn Ashmore interpreta Mike Weston
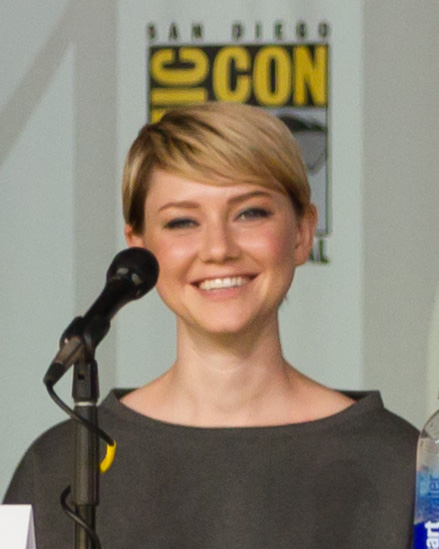
Valorie Curry interpreta Emma Hill
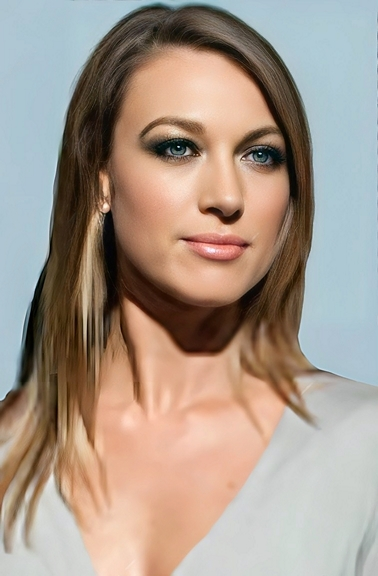
Natalie Zea interpreta Claire Matthews
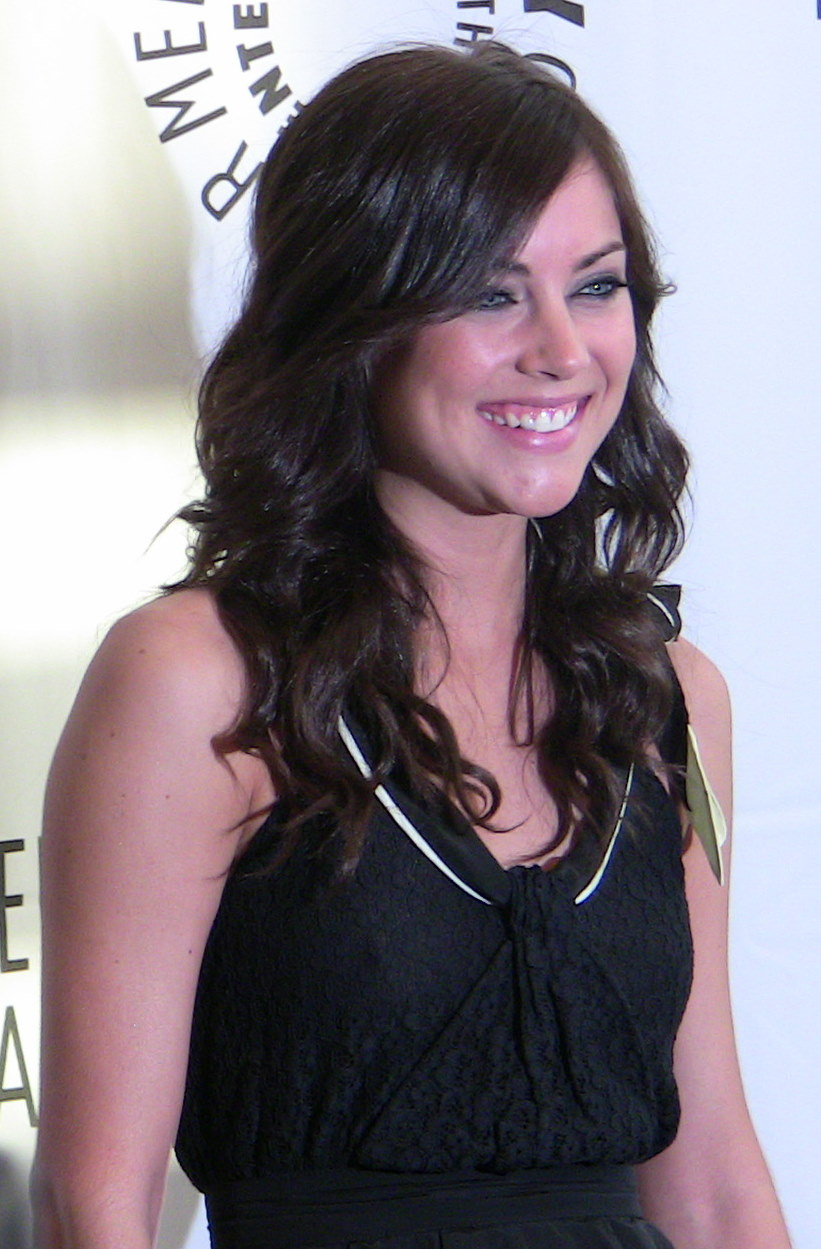
Jessica Stroup interpreta Max Hardy
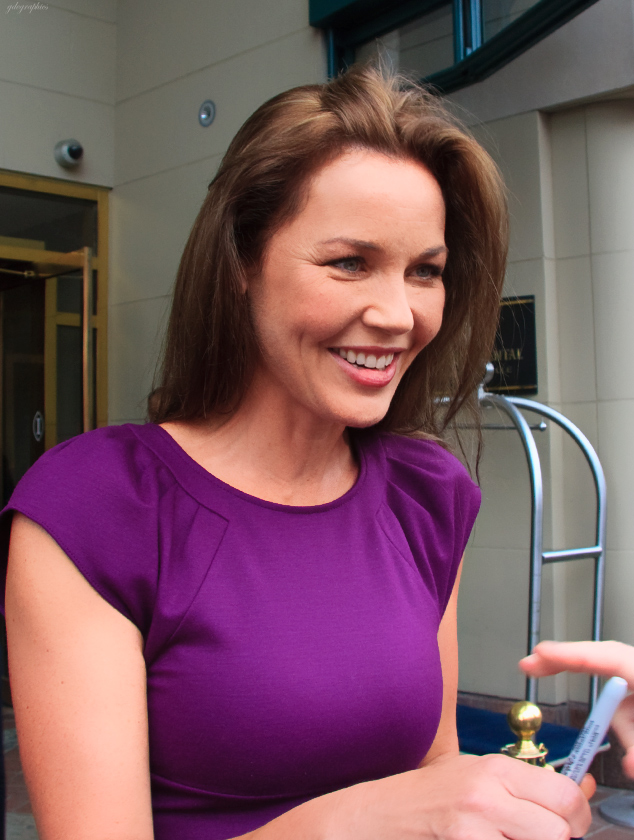
Connie Nielsen interpreta Lily Gray
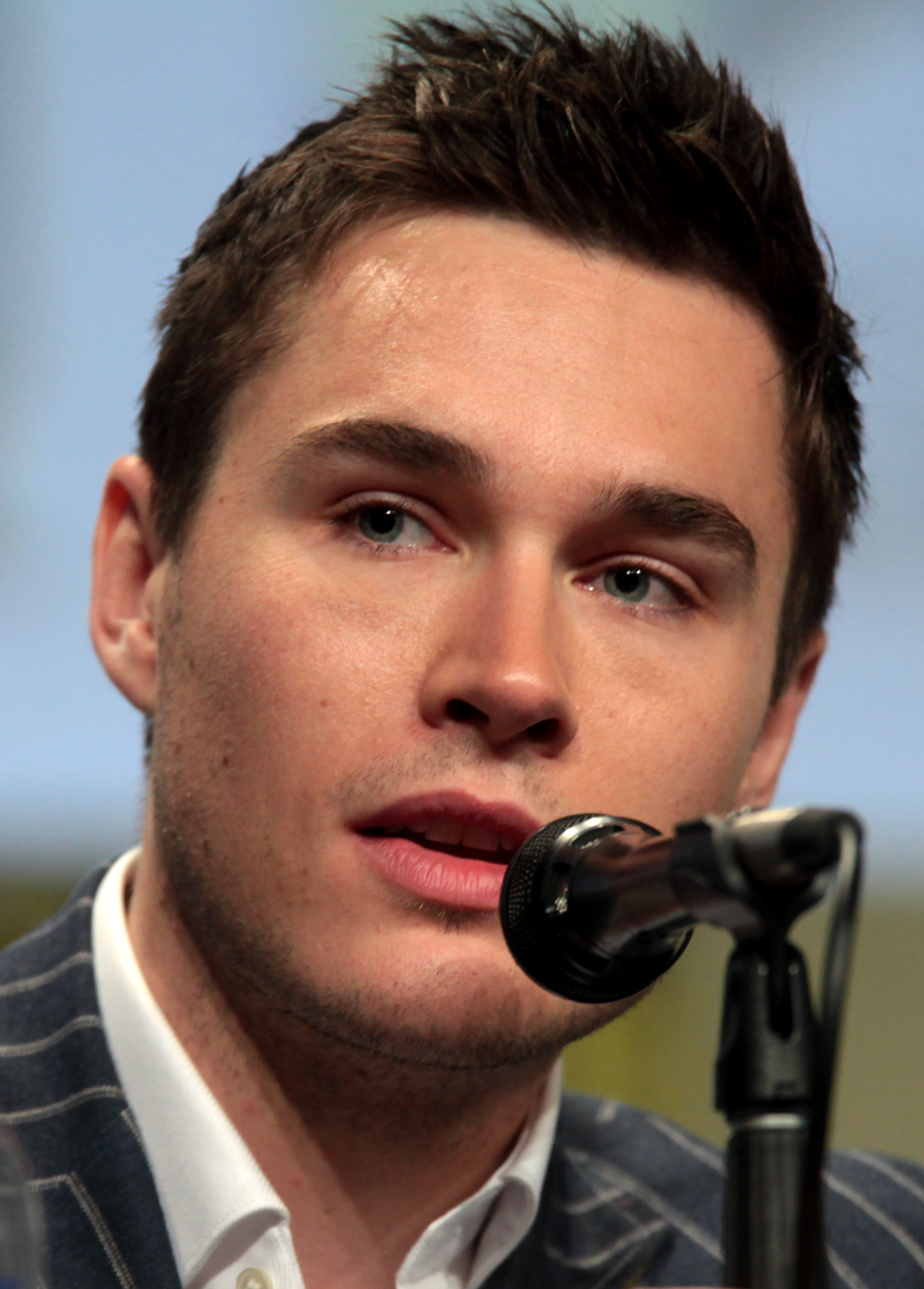
Sam Underwood interpreta Luke e Mark
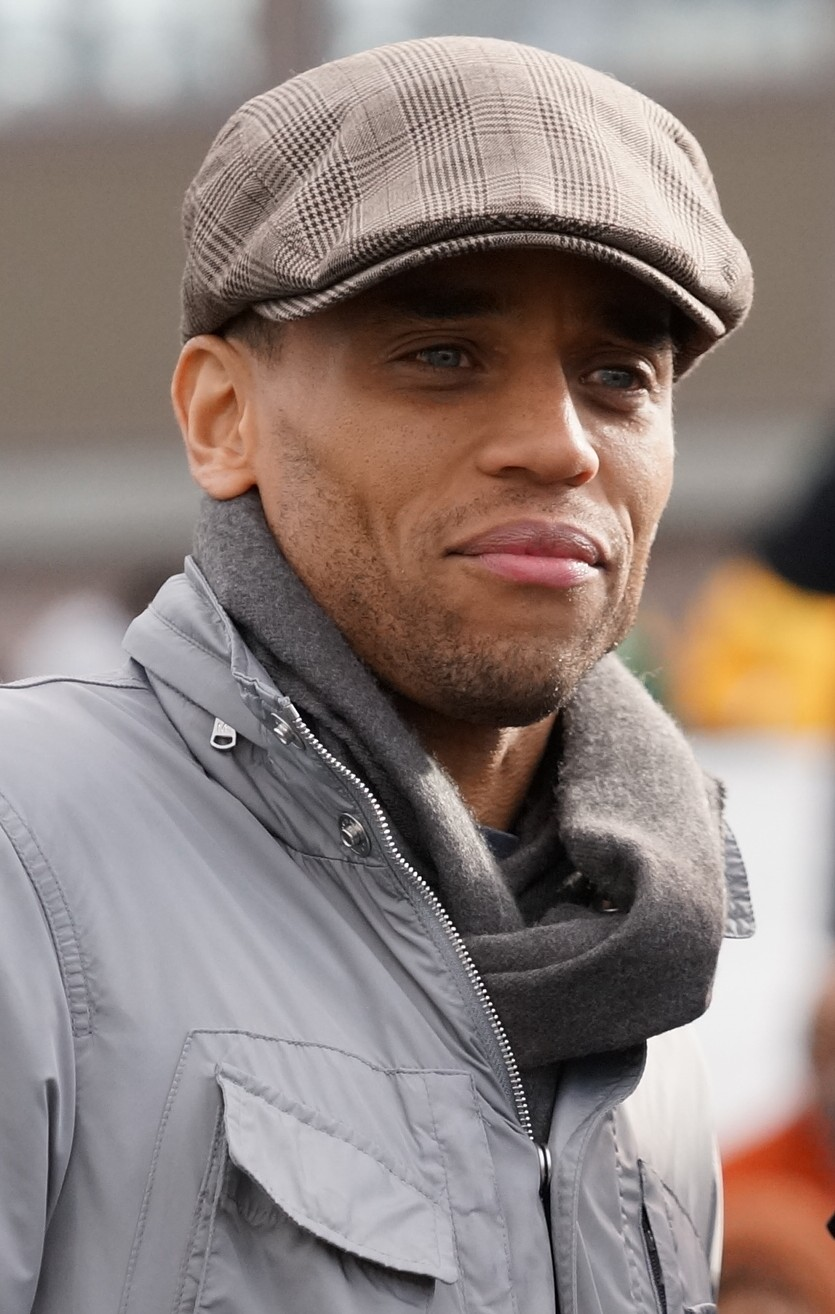
Michael Ealy interpreta Theo Noble